# بيترو كوبو

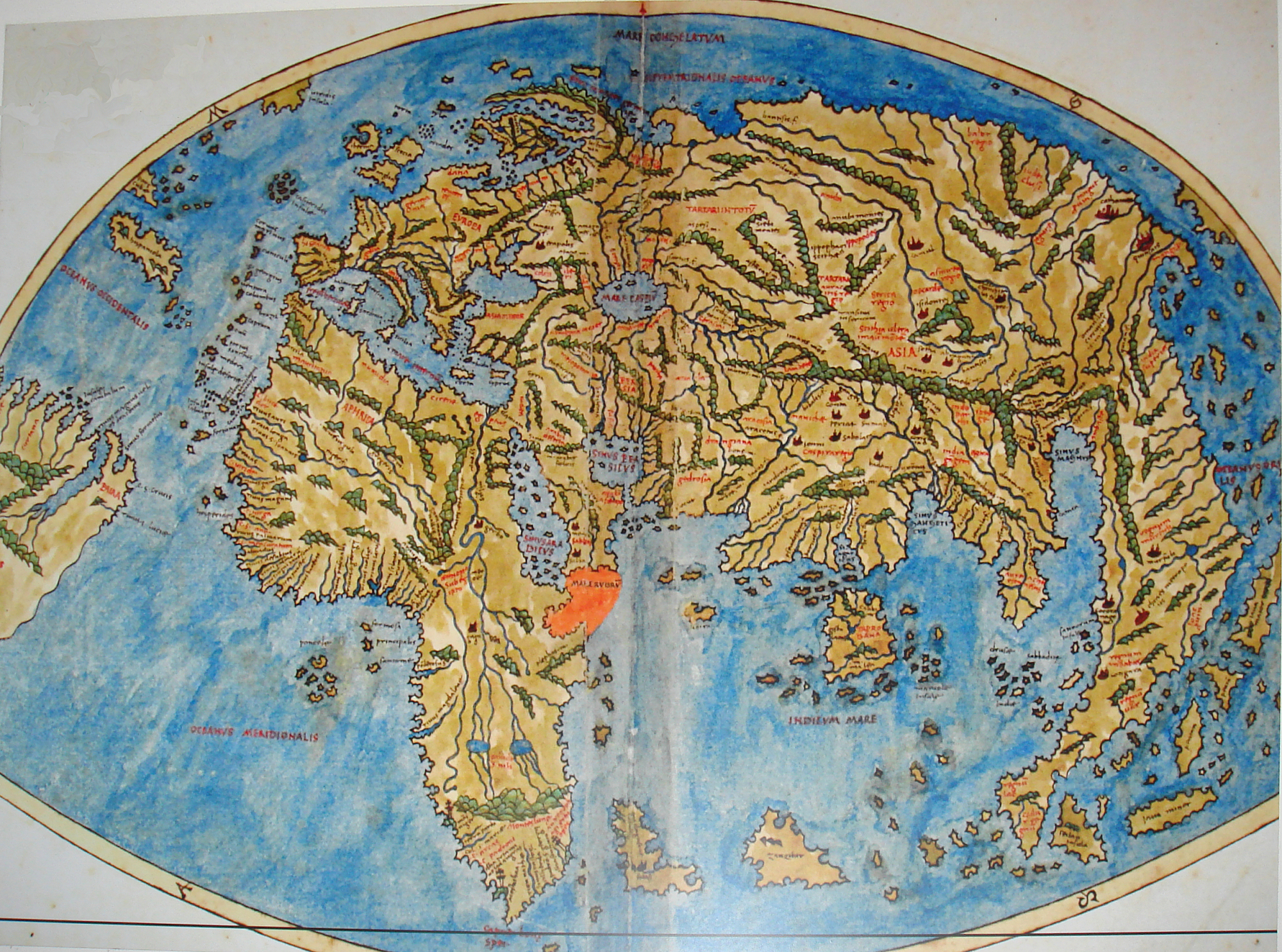
خريطة العالم كما رسمها بيترو كوبو (1520 م)

بيترو كوبو (1470/1469م - 1556/1555م) (باللاتينية: Petrus Coppus)‏ عالم جغرافيا ورسام خرائط إيطالي، كتب وصفًا للعالم بأسره كما هو معروف في القرن السادس عشر، مصحوبًا بمجموعة من الخرائط مرتبة بشكل منهجي. ويعتبر كتابه واحدا من أوائل الكتب التي تحتوي على معلومات جغرافية للملاحة البحرية، وأحد أدق الكتب في وصف شبه جزيرة إستريا.

## حياته
ولد بيترو كوبو في مدينة البندقية، ودرس مع "ماركوس أنتونيوس" العالم والمؤرخ اليوناني. كما تأثر كثيرا بموسوعة "التاريخ الطبيعي" التي ألفها المؤرخ اليوناني "كايوس بلينيوس" المعروف باسم "بليني". بعد أن قام بيترو كوبو بعدد من الرحلات إلى إيطاليا والبحر الأبيض المتوسط وقضى ست سنوات في جزيرة كريت، انتقل في عام 1499 إلى مدينة إيزولا بسبب مهام عمله ككاتب للبلدية، وهناك تزوج من "كولوتا دي أوغو" التي تنحدر من إحدى عائلات إيزولا الغنية. كان بيترو كوبو أيضا ناشطا في الحياة العامة للمدينة، حيث عمل ككاتب عدل.

## مخطوطة بيران
يوجد في المتحف البحري في مدينة بيران في سلوفينا مخطوطتان لأثنين من مؤلفات بيترو كوبو مجموعتان مع بعضهما البعض مع خرائط خشبية مطبوعة، وتعتبر هاتان المخطوطتان من أهم أعمال بيترو كوبو ذات القيمة التاريخية في رسم الخرائط وتراثًا ثقافيًا عالميًا.